# Raymond Ablack
Raymond Ablack (Toronto, 12 novembre 1989) è un attore canadese.
È conosciuto principalmente per i suoi ruoli in Degrassi: Next Class , Narcos e  Ginny & Georgia .

## Biografia
Raymond Ablack è nato a Toronto, Ontario, Canada. Ha una sorella anch'essa attrice, Rebecca Ablack, che ha recitato con lui in Ginny & Georgia. 
Ha frequentato la Ryerson University dove si è laureato in Radio e Televisione, produzione di media e Inglese.
Raymond ha studiato Stand up Comedy e Improvvisazione alla Second City di Toronto ed ha conseguito un diploma di specialità artistica di 4 anni in musica corale presso il Cardinal Carter Academy for the Arts.

## Filmografia

### Cinema
- Fondi '91 regia di Dev Khanna (2013)
- Buffaloed regia di Tanya Wexler (2020)

### Televisione
- Degrassi: The Next Generation – serie TV, 91 episodi (2007-2011)
- Degrassi Minis – serie TV, 19 episodi (2008-2011)
- Orphan Black – serie TV, 4 episodi (2013, 2016)
- Teenagers – webserie, 20 episodi (2014-2017)
- Defiance – serie TV, 6 episodi (2015)
- Degrassi: Next Class – serie TV, episodi 2x05-2x06 (2016)
- Shadowhunters – serie TV, 7 episodi (2016-2018)
- Narcos – serie TV, 5 episodi (2017)
- Private Eyes – serie TV, episodio 2x14 (2018)
- Burden of Truth – serie TV, 4 episodi (2019)
- Nurses - Nel cuore dell'emergenza (Nurses) – serie TV, 7 episodi (2020)
- Ginny & Georgia – serie TV, 10 episodi (2021-in corso)
- Maid – miniserie TV, 5 puntate (2021)
- Love in the Villa - Innamorarsi a Verona (Love in the Villa) – film TV (2022)

## Doppiatori italiani
Nelle versioni in italiano delle opere in cui ha recitato, Raymond Ablack è stato doppiato da:
- Luca Mannocci in Ginny & Georgia, Love in the Villa - Innamorarsi a Verona
- Leonardo Graziano in Shadowhunters (st. 1)
- Niccolò Guidi in Shadowhunters (st. 2-3)
- Simone Crisari in Narcos
- Emanuele Ruzza in Private Eyes
- Francesco Pezzulli in Maid
- Andrea Beltramo in Nurses - Nel cuore dell'emergenza